# Dave Black (Schlagzeuger)
David John „Dave“ Black (* 23. Januar 1928 in Philadelphia, Pennsylvania; † 4. Dezember 2006 in Alameda, Kalifornien) war ein US-amerikanischer Schlagzeuger des Swing und des Dixieland Jazz.

## Leben
Dave Black begleitete Charlie Parker bei einem Gastspiel in Philadelphia um 1948, als dieser im Jazzclub Blue Note auftrat. Später wurde Black kurz Mitglied im Duke Ellington Orchestra, als Louie Bellson die Band verlassen hatte; Black und Butch Ballard waren die interims-Schlagzeuger, bis Sam Woodyard 1956 bei ihrem legendären Auftritt auf dem Newport Jazz Festival den Posten übernahm. So wirkte Black an Duke Ellingtons Trioalbum Piano Reflections mit, außerdem war er in der Band, als die Alben Ellington in Hamilton 1954 und Ellington ’55 aufgenommen wurden. Ende der 1950er Jahre spielte Black in der Dixieland-Jazzband von Bob Scobey in San Francisco.